# Тістечко принцеси

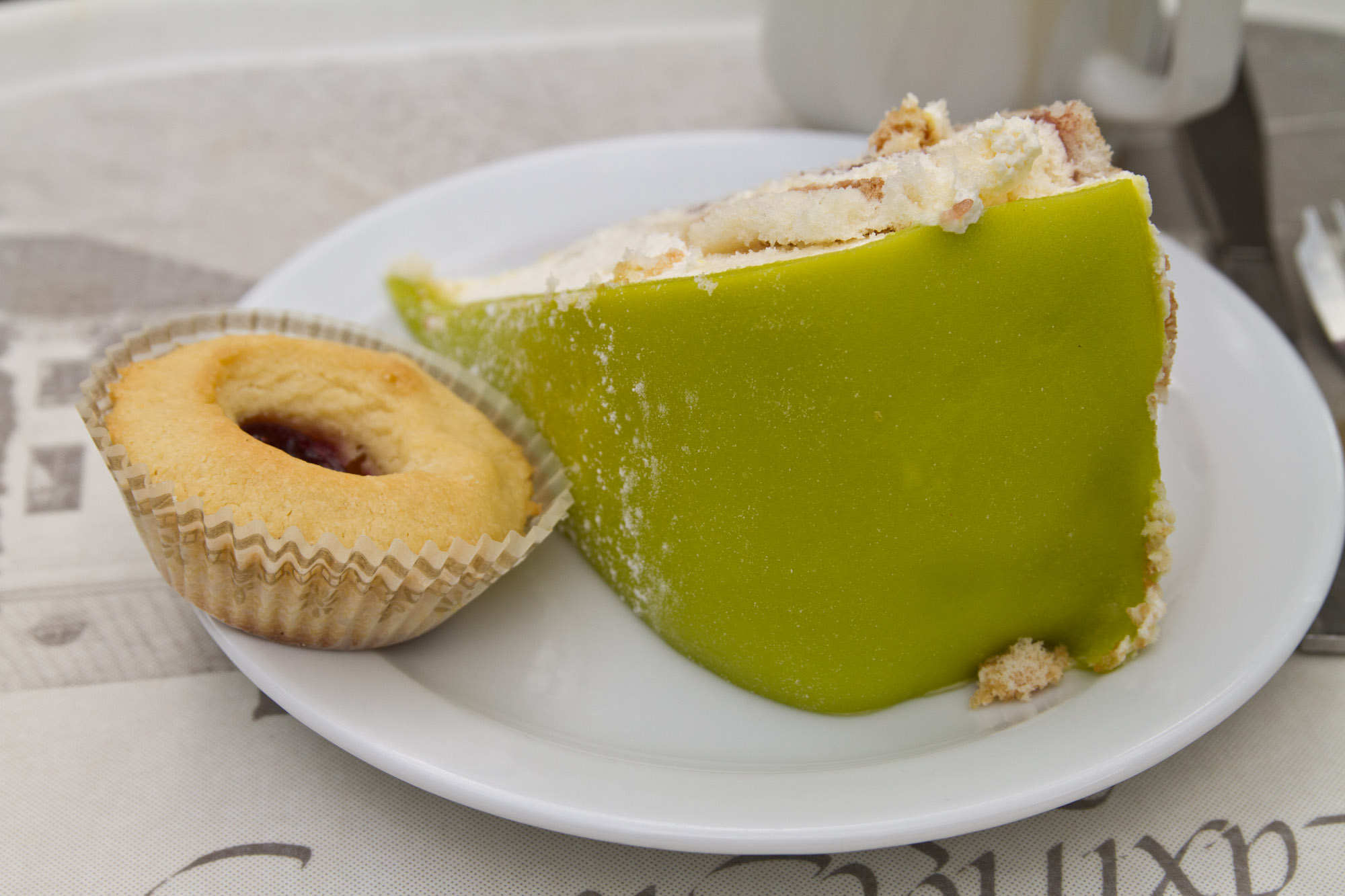
Кусок торта принцеси

Тістечко принцеси або торт принцеси (швед. prinsesstårta) ― традиційне шведське багатошарове тістечко або торт, яке складається з шарів бісквітного тіста, варення (зазвичай малинового), кондитерських вершків та густим куполоподібним шаром збитих вершків. Зверху тістечко покривається марципаном, який утворює гладку зовнішню поверхню. Шар марципану зазвичай зелений, посипаний цукровою пудрою та прикрашений рожевою трояндою з марципану.
Оригінальний рецепт вперше з'явився у 1948 році в «Prinsessornas kokbok», шведській кулінарній книзі, яку опублікував Дженні Екерстрьом, вчитель трьох доньок принца Карла Шведського. Тістечко спочатку називалося «grön tårta» (зелене тістечко), але згодом йому дали назву «тістечко принцеси», тому що принцеса, як кажуть, особливо полюбляла його. 

## Різновиди
Тістечка з іншими кольорами марципану інколи називають «prinstårta» (тістечко принца) з жовтим коліром та «operatårta» (оперне тістечко) з червоним або рожевим коліром.